# CD 바다호스
CD 바다호스(Club Deportivo Badajoz)는 에스트레마두라 지방의 바다호스를 연고로 하는 스페인의 축구 클럽이다.

## 역사
레이싱과 스포트라는 이름의 두 클럽이 합병된 후 설립된 바다호스는 1931년 프란시스코(Francisco Fernandes Marquesta)가 팀에 엘 비베로(El Vivero)라는 이름의 첫 번째 구장을 기부하면서 스페인 리그의 중요한 멤버가 되었다. 그 후 대부분의 역사를 3부 리그와 2부 리그 사이에서 플레이한 후 클럽은 1990년대에 후반부 수준에서 지속적으로 유지되었다.
라 리가에 도달하기에 충분하지 않은 2부 리그의 11시즌은 2003년에 끝났고 1977년에 생성된 새로운 3부 리그인 세군다 디비전 B로 강등되었다. 2006년 바다호스는 도시의 주니어 클럽 인 AD Cerro de Reyes는 3 단계에서 그들을 교체했고 바다호스는 4위로 떨어졌다.
2012년 7월 1일, 바다호스는 2011-12 시즌 동안 선수들과 계약한 €70,000의 부채로 인해 디비전 4로 강등되었다. 나중에 청산 절차를 통해 해산된다.
해산 후 클럽은 Club Deportivo 바다호스 1905라는 이름으로 서포터들에 의해 재창립되었다. 이 재창립은 즉시 Tercera 디비전으로 두 번의 연속 승격을 달성했으며 세 번째 시도에서 클럽은 마침내 세군다 디비전 B로 돌아왔다. 2017년 6월 25일 승격 플레이오프 마지막 라운드에서 CD Calahorra를 이겼다. 2019-20년에 팀은 SD Amorebieta, UD Las Palmas 및 La Liga 클럽 SD Eibar를 파견하여 두 번째로 Copa del Rey의 마지막 16강에 진출한 후 연장전 끝에 Granada CF에 3-2로 패했다.
세군다 B의 마지막 시즌인 2020-21년에 바다호스는 새로운 프리메라 디비전 RFEF 자격을 얻기 위해 두 그룹 모두 1위를 차지했지만 Amorebieta에게 1골 차로 패해 플레이오프 결승에서 2위 자리를 차지했다.

## 선수 명단

### 현역
참고: FIFA 자격 규정에 따라 소속된 국가대표팀 국기를 표시합니다. 선수는 복수의 FIFA 비회원국 국적을 가지고 있을 수 있습니다.
| 번호 | 포지션 | 국적 | 이름            |
| ---- | ------ | ---- | --------------- |
| 2    | DF     |      | 마리아노 고메즈 |

| 번호 | 포지션 | 국적     | 이름                 |
| ---- | ------ | -------- | -------------------- |
| 17   | FW     | 포르투갈 | 아딜슨 멘데스 마르틴 |

## 역대 감독
| 감독             | 임기        |
| ---------------- | ----------- |
| 안토니오 마세다  | 1996 ~ 1997 |
| 미겔 앙헬 로티나 | 1997        |
| 호아킨 페이로    | 1997 ~ 1998 |